# سید رضا صدر
سید رضا صدر (۱۳۰۰ در مشهد – ۱۲ آبان ۱۳۷۳ در قم)، عالم دینی ایرانی بود. او برادر بزرگ سید موسی صدر بود.

## زندگی
در سال ۱۳۰۰ خورشیدی در مشهد به دنیا آمد. دوران کودکی و نوجوانی را تحت تربیت پدرش گذراند و مقدمات و ادبیات را در مشهد فرا گرفت. سپس همراه با پدرش به قم رفت و سطوح را نزد مدرسین بزرگ حوزه چون سید شهاب‌الدین مرعشی نجفی و سید محمد محقق داماد آموخت. بعد از آن خارج فقه و اصول را نزد سید صدرالدین صدر (پدرش) و سید محمد حجت کوه‌کمری و سید حسین بروجردی فرا گرفت و فلسفه و عرفان را در حضور سیدروح‌الله خمینی آموخت.
با درگذشت سید حسین طباطبایی بروجردی، تدریس را آغاز کرد و فقه و اصول و عرفان و فلسفه را آموزش می‌داد و نیز اقامهٔ نماز می‌کرد. به درخواست سید محمدکاظم شریعتمداری در سال ۱۳۴۶ خورشیدی به منظور تبلیغ و ارشاد به تهران آمد و در مسجد امام حسین در میدان فوزیه تهران (میدان امام حسین فعلی)، به اقامهٔ نماز جماعت و ترویج و تبلیغ احکام و تفسیر قرآن و درس اخلاق پرداخت.
در سال ۱۳۵۶ به حوزه علمیه قم بازگشت و فعالیت‌های دینی و مذهبی پرداخت. سرانجام در ۱۱ آبان ۱۳۷۳ در قم درگذشت و در مقبره شماره ۳۳ صحن حرم فاطمه معصومه به خاک سپرده شد.

## بازداشت
پس از درگذشت سیدمحمدکاظم شریعتمداری در غروب پنج‌شنبه ۱۳ فروردین ۱۳۶۵ هنگامیکه قصد اقامه نماز بر جسد وی را داشت بازداشت شد و یک روز را در بازداشت گذراند

## آثار

### تألیفات
بخش بزرگی از تألیفات او در حوزهٔ اخلاق بوده‌است. تألیفات او به شرح زیر است:
- استقامت
- حسد
- دروغ
- زینب بانوی قهرمان کربلا
- الاجتهاد و التقلید
- العدالة فی الفقه
- تفسیر سوره حجرات
- تفسیر سوره یوسف (حسن یوسف)
- فلسفه آزاد
- الفلسفه العلیا
- محمد فی القرآن
- المسیح فی القرآن
- قرآن‌شناسی
- بانوی کربلا
- راه محمد (دو جلد)
- راه علی پیشوای شهیدان
- راه قرآن
- زن و آزادی
- زیارتنامه حضرت رضا

سخنان سران کمونیزم دربارهٔ خدا
- مرد وفا (زیر درختان سدر)
- نشانه‌هایی از او (دو جلد)
- نگاهی به آثار فقهی شیخ طوسی
- مقدمه بر نهج الحق و نامه دانشوران
- ترجمه کتاب زینب، تألیف دکتر عائشه بنت الشاطی
- در زندان ولایت فقیه

آثار منتشر نشدهٔ او عبارتند از:
- أربعون و مأتا مسئلة فقهی
- تعلیقة بر عروة الوثقی
- الفقه علی مذهب اهل‌البیت- کتاب الصلاة
- القواعد الثلاث؛ تجاو
- فراغ؛ حیلولة
- رساله در مقدمه واجب
- شبهة العبائیة حکم نجاسة الباطن
- نفائس الاصول (دو جلد)
- حاشیه بر اسفار
- برهان الصدیقین
- حاشیه بر منظوم (سه جلد)
- دیوان شعر
- درست و نادرست
- خواجه نصیرالدین طوسی
- خلیفة رسول‌الله
- اسلام ما
- سبد (کشکول)
- الجهاد و الثورة
- الکلیم فی القرآن
- ترجمه رسالة الحقوق امام سجاد

## خانواده
تبار او از طرف پدری موسوی بوده و به امام موسی بن جعفر می‌رسد و از سوی مادر طباطبائی بوده و به امام حسن مجتبی می‌رسد. مادر او دختر سید حسین طباطبایی قمی است. برادر سید رضا صدر هم سید موسی صدر بوده‌است که هم‌اکنون از سرنوشت او خبری در دست نیست.
وی دارای شش فرزند هست: مریم، طیبه، فاطمه، کاظم، سید محمد صدر (سیاستمدار) و مهدی.
دامادهای وی علی حجتی کرمانی و سید باقر خسروشاهی و سید محمد شبیری زنجانی هستند.